# Оглас (филм)
Оглас је југословенски телевизијски филм из 1974. године. Режирао га је Бранко Плеша а сценарио је написала Данка Николић

## Улоге
| Глумац                | Улога          |
| --------------------- | -------------- |
| Дубравка Перић        | Марта          |
| Стево Жигон           | Бриски         |
| Данило Бата Стојковић | Милан Павловић |
| Илонка Догнар         |                |
| Марија Ковач          |                |
| Јелица Теслић         |                |